# 蒂鲁宁德拉武尔
蒂鲁宁德拉武尔（Thirunindravur），是印度泰米尔纳德邦Thiruvallur县的一个城镇。总人口29395（2001年）。

## 人口
该地2001年总人口29395人，其中男性14793人，女性14602人；0—6岁人口2749人，其中男1387人，女1362人；识字率81.28%，其中男性为85.94%，女性为76.55%。